# Werner Mayer
Werner Mayer (* 2. Februar 1934; † 28. November 2014) war ein deutscher Fußballspieler. Für den FSV Frankfurt absolvierte der zumeist als Außenläufer im alten WM-System aktive Spieler von 1951 bis 1959 in der damals erstklassigen Oberliga Süd 151 Ligaspiele und erzielte dabei 17 Tore für die Mannschaft vom Bornheimer Hang.

## Laufbahn
Mit 17 Jahren debütierte Werner Mayer beim FSV Frankfurt in der Oberliga Süd. Er stürmte am 21. Oktober 1951 beim 2:2-Remis bei Viktoria Aschaffenburg auf dem rechten Flügel. In der Mannschaft von Torhüter Willi Rado und Linksaußen Richard Herrmann erzielte der Jugendspieler die zwischenzeitliche 2:1-Führung der „Schwarz-Blauen“ aus dem Frankfurter Stadtteil Bornheim. Als die „Bernemer“ in der Saison 1954/55 nach dem 14. Hinrundenspieltag mit 18:10 Punkten hinter dem Lokalrivalen Eintracht Frankfurt auf dem 2. Platz standen und am Rundenende immerhin den 6. Rang belegten, wurde Werner Mayer von Bundestrainer Sepp Herberger am 25. Juni 1955 im ersten Juniorenländerspiel (U 23) des DFB eingesetzt. Beim 3:3 in Frankfurt gegen Jugoslawien bildete er zusammen mit Günter Rehbein und Rudolf Hoffmann die deutsche Läuferreihe. Mit der Stadtauswahl Frankfurt nahm er 1956 und 1957 am Messestädte-Pokal teil. Der FSV konnte sich in den nächsten Jahren nicht mehr dem finanziellen und sportlichem Druck der Eintracht erwehren und pendelte sich auf zweistelligen Tabellenplätzen ein. Sein letztes Oberligaspiel für den FSV absolvierte Werner Mayer am 26. April 1959 beim 4:3-Heimerfolg vor 12.000 Zuschauern gegen den Karlsruher SC, den amtierenden süddeutschen Meister des Jahres 1958. Mit Werner Niebel agierte er auf den Außenläuferpositionen und Mittelstürmer Berthold Buchenau erzielte in der 78. Spielminute den 4:3-Siegtreffer. Nochmals konnte er sich mit seinen Mannschaftskameraden gegen die Offensivkraft eines prominent besetzten gegnerischen Angriffs – Willy Reitgaßl, Günter Herrmann, Heinz Beck, Ernst Kunkel, Oswald Traub – auf Seiten des KSC erwehren. Nach insgesamt 151 Oberligapartien mit 17 Toren für die Mannschaft aus Bornheim beendete Mayer im Sommer 1959 seine Spieleraktivität beim FSV und schloss sich Fortuna Düsseldorf in der Oberliga West an.
Sein Engagement in der Landeshauptstadt von Nordrhein-Westfalen stand unter keinem glücklichen Stern. Nur ein Oberligaeinsatz, am 30. August 1959, bei der 0:2-Heimniederlage gegen den FC Schalke 04, kam in seiner Düsseldorfer Zeit hinzu. Mit Günter Jäger und Karl Hoffmann bildete er gegen den Schalker Innensturm mit Willi Soya, Hans Nowak und Helmut Jagielski dabei die Läuferreihe.